# Hwang Hee-chan
Hwang Hee-chan (hangul: 황희찬), född 26 januari 1996 i Chuncheon, är en sydkoreansk fotbollsspelare som spelar för Wolverhampton Wanderers. Han representerar även Sydkoreas fotbollslandslag.

## Karriär
Den 8 juli 2020 värvades Hwang av RB Leipzig, där han skrev på ett femårskontrakt. Den 29 augusti 2021 lånades Hwang ut till Wolverhampton Wanderers på ett säsongslån. Den 26 januari 2022 skrev Hwang på ett fyraårskontrakt med Wolverhampton Wanderers med start den 1 juli samma år.